# Foresta del Teso
La foresta del Teso è una delle quattro foreste pistoiesi, assieme alla foresta dell'Abetone ed ai complessi forestali Melo-Lizzano-Spignana, ed Acquerino-Collina, che si estende per 1915 ettari da Pracchia a San Marcello Pistoiese, conservando il suo nucleo a Maresca ed Orsigna, dal fiume Reno al torrente Verdiana. È posta a nord di Pistoia ed a sud del confine della Provincia di Bologna, sulla Montagna pistoiese e si estende da quota 795 fino a 1732 metri s.l.m..
Caratterizzata da una vegetazione di altofusto prevalentemente di faggio, castagno e abete è percorsa dal torrente Maresca ed è riserva di caccia. La fauna comprende il cervo, il daino, il capriolo, il cinghiale, il muflone, la poiana, il tasso, istrice, la volpe comune, qualche esemplare di lupo e alcune specie di mustelidi. Si trovano inoltre alcune specie di picchio, la passera scopaiola e il tordo bottaccio.
Nei pressi di Poggio dei Malandrini a 1567 m s.l.m. è presente il rifugio del Montanaro, gestito dal CAI - Montagna Pistoiese.